# 特雷·高迪
特雷·高迪（英語：Trey Gowdy；1964年8月22日—）是美国的一位政治人物。自2011年開始，他是南卡罗来纳州第4選舉區選出的聯邦眾議員。他的黨籍是共和黨。在踏入政界之前，高迪是一名檢察官。高迪也是茶党运动的成員。